# 전재민
전재민은 대한민국의 희극인 겸 가수이며, 소속그룹인 코쿤으로 활동하고 있다.

## 방송 활동
- KBS 개그콘서트
  - 뽕짝소년단
- KBS 뮤직뱅크
  - Dance Now
  - 냐옹이
- MBC 음악중심
  - Dance Now
  - 냐옹이
- SBS 인기가요
  - Dance Now
- SBS The Show
  - Dance Now
- tvN 코미디빅리그
  - 개그아이돌

## 공연
그대와 영원히
우리가 사랑할 때 - 부산
윤형빈 소극장 -홍대

## 뮤직 비디오
Dance Now - 코쿤 (KOKOON)

냐옹이 - 코쿤 (KOKOON)

뭐라고? (What?) - 코쿤 (KOKOON)